# ويستبي
ويستبي (ويسكونسن) (بالإنجليزية: Westby, Wisconsin)‏ هي بلدة و مدينة من الدرجة الرابعة تقع في الولايات المتحدة في مقاطعة فيرنون (ويسكونسن). يقدر عدد سكانها بـ 2,200 نسمة ومساحتها 6.73 كم2 وترتفع عن سطح البحر 396 متر.

## التركيبة السكانية
قام مكتب تعداد الولايات المتحدة بتحديد بيانات التركيبة السكانية لويستبيفي تعداد الولايات المتحدة. في ما يلي، التركيبة السكانية حسب تعدادي 2000 و2010.

### تعداد عام 2000
بلغ عدد سكان ويستبي 2,045 نسمة بحسب تعداد عام 2000، وبلغ عدد الأسر 840 أسرة وعدد العائلات 554 عائلة مقيمة في المدينة. في حين سجلت الكثافة السكانية 841.9 نسمة لكل ميل مربع (325.1/كم2). وبلغ عدد الوحدات السكنية 906 وحدة بمتوسط كثافة قدره 373.0 نسمة لكل ميل مربع (144.0/كم2).
وتوزع التركيب العرقي للمدينة بنسبة 99.12% من البيض و 0.24% من الأمريكيين الأصليين و 0.10% من الأمريكيين ذوي الأصول الآسيوية و 0.05% من عرقين مختلطين أو أكثر.
بلغ عدد الأسر 840 أسرة كانت نسبة 31.4% منها لديها أطفال تحت سن الثامنة عشر تعيش معهم، وبلغت نسبة الأزواج القاطنين مع بعضهم البعض 54.4% من أصل المجموع الكلي للأسر، ونسبة 8.5% من الأسر كان لديها معيلات من الإناث دون وجود شريك، وكانت نسبة 34.0% من غير العائلات. تألفت نسبة 30.5% من أصل جميع الأسر من أفراد ونسبة 16.1% كانوا يعيش معهم شخص وحيد يبلغ من العمر 65 عاماً فما فوق. وبلغ متوسط حجم الأسرة المعيشية 2.92، أما متوسط حجم العائلات فبلغ 2.34.
بلغ العمر الوسطي للسكان 39 عاماً. وكانت نسبة 25.0% من القاطنين تحت سن الثامنة عشر، وكانت نسبة 6.4% بين الثامنة عشر والأربعة وعشرون عاماً، ونسبة 27.7% كانت واقعةً في الفئة العمرية ما بين الخامسة والعشرون حتى والأربعة وأربعون عاماً، ونسبة 19.0% كانت ما بين الخامسة والأربعون حتى الرابعة والستون، ونسبة 21.9% كانت ضمن فئة الخامسة والستون عاماً فما فوق. يوجد لكل 100 أنثى 85.1 ذكر، ويوجد لكل 100 أنثى في الثامنة عشر من عمرها فما فوق 81.4 ذكر.
بلغ متوسط دخل الأسرة في المدينة 32,340 دولار، أما متوسط دخل العائلة فبلغ 41,000 دولار. وكان متوسط دخل الذكور 29,274 دولار مقابل 21,429 دولار للإناث. وسجل دخل الفرد الخاص بالمدينة 16,839 دولار. وكانت نسبة 4.9% من العائلات ونسبة 7.5% من السكان تحت خط الفقر، وكان من هؤلاء نسبة 7.6% تحت سن الثامنة عشر ونسبة 9.7% في الخامسة والستين من العمر وما فوق.

### تعداد عام 2010
بلغ عدد سكان ويستبي 2,200 نسمة بحسب تعداد عام 2010، وبلغ عدد الأسر 929 أسرة وعدد العائلات 575 عائلة مقيمة في المدينة. في حين سجلت الكثافة السكانية 849.4 نسمة لكل ميل مربع (328.0/كم2). وبلغ عدد الوحدات السكنية 996 وحدة بمتوسط كثافة قدره 384.6 لكل ميل مربع (148.5/كم2).
وتوزع التركيب العرقي للمدينة بنسبة 98.0% من البيض و 0.1% من الأمريكيين الأصليين و 0.1% من الأمريكيين ذوي الأصول الآسيوية و 0.2% من الأمريكيين الأفارقة و 1.0% من عرقين مختلطين أو أكثر.
بلغ عدد الأسر 929 أسرة كانت نسبة 29.5% منها لديها أطفال تحت سن الثامنة عشر تعيش معهم، وبلغت نسبة الأزواج القاطنين مع بعضهم البعض 48.9% من أصل المجموع الكلي للأسر، ونسبة 9.3% من الأسر كان لديها معيلات من الإناث دون وجود شريك، بينما كانت نسبة 3.8% من الأسر لديها معيلون من الذكور دون وجود شريكة وكانت نسبة 38.1% من غير العائلات. وبلغ متوسط حجم الأسرة المعيشية 2.93، أما متوسط حجم العائلات فبلغ 2.30.
بلغ العمر الوسطي للسكان 41.5 عاماً. وكانت نسبة 24.8% من القاطنين تحت سن الثامنة عشر، وكانت نسبة 5.9% بين الثامنة عشر والأربعة وعشرون عاماً، ونسبة 24.1% كانت واقعةً في الفئة العمرية ما بين الخامسة والعشرون حتى والأربعة وأربعون عاماً، ونسبة 24.4% كانت ما بين الخامسة والأربعون حتى الرابعة والستون، ونسبة 20.8% كانت ضمن فئة الخامسة والستون عاماً فما فوق. وتوزع التركيب الجنسي للسكان بنسبة 48.1% ذكور و51.9% إناث.